# Partecipanti al Grand Prix de Wallonie 2023
Elenco dei partecipanti al Grand Prix de Wallonie 2023.
Il Grand Prix de Wallonie 2023 è stato la sessantatreesima edizione della corsa. Alla competizione presero parte 21 squadre: 8 con licenza UCI World Tour 2023, 9 UCI ProTeam e 4 UCI Continental Team.
Ciascuna delle squadre è composta da sette ciclisti, per un totale di 147 accreditati alla partenza.

## Corridori per squadra
Nota: R ritirato, NP non partito, FT fuori tempo, SQ squalificato
| Alpecin-Deceuninck       | Alpecin-Deceuninck       | Alpecin-Deceuninck       | AG2R Citroën Team      | AG2R Citroën Team      | AG2R Citroën Team      | Cofidis                           | Cofidis                           | Cofidis                           |
| ------------------------ | ------------------------ | ------------------------ | ---------------------- | ---------------------- | ---------------------- | --------------------------------- | --------------------------------- | --------------------------------- |
| N°                       | Ciclista                 | Clas.                    | N°                     | Ciclista               | Clas.                  | N°                                | Ciclista                          | Clas.                             |
| 1                        | Mathieu van der Poel     | 4°                       | 11                     | Valentin Paret-Peintre | 102°                   | 21                                | Bryan Coquard                     | 72°                               |
| 2                        | Dries De Bondt           | 109°                     | 12                     | Nans Peters            | 37°                    | 22                                | Christophe Noppe                  | R                                 |
| 3                        | Søren Kragh Andersen     | 28°                      | 13                     | Franck Bonnamour       | 6°                     | 23                                | Alexandre Delettre                | 62°                               |
| 4                        | Gianni Vermeersch        | 61°                      | 14                     | Bastien Tronchon       | 16°                    | 24                                | Jelle Wallays                     | R                                 |
| 5                        | Axel Laurance            | 55°                      | 15                     | Greg Van Avermaet      | NP                     | 25                                | Axel Zingle                       | 19°                               |
| 6                        | Henri Uhlig              | 78°                      | 16                     | Clément Venturini      | 18°                    | 26                                | Ilan Larmet                       | 74°                               |
| 7                        | F. Van Den Bossche       | 88°                      | 17                     | Jordan Labrosse        | 20°                    | 27                                | Alexis Renard                     | 106°                              |
| Intermarché-Circus-Wanty | Intermarché-Circus-Wanty | Intermarché-Circus-Wanty | Movistar Team          | Movistar Team          | Movistar Team          | Team Arkéa-Samsic                 | Team Arkéa-Samsic                 | Team Arkéa-Samsic                 |
| N°                       | Ciclista                 | Clas.                    | N°                     | Ciclista               | Clas.                  | N°                                | Ciclista                          | Clas.                             |
| 31                       | Dylan Vandenstorme       | 65°                      | 41                     | Johan Jacobs           | 83°                    | 51                                | Jenthe Biermans                   | 25°                               |
| 32                       | Aimé De Gendt            | 30°                      | 42                     | Abner González         | 32°                    | 52                                | Maxime Bouet                      | 81°                               |
| 33                       | Biniam Girmay            | 7°                       | 43                     | Lluís Mas              | 116°                   | 53                                | Ewen Costiou                      | 9°                                |
| 34                       | Madis Mihkels            | 58°                      | 44                     | Mathias Norsgaard      | 101°                   | 54                                | Arnaud Démare                     | 23°                               |
| 35                       | Dion Smith               | 92°                      | 45                     | Vinícius Rangel        | 76°                    | 55                                | Luca Mozzato                      | 95°                               |
| 36                       | Tom Paquot               | 105°                     | 46                     | Juri Hollmann          | 52°                    | 56                                | Alessandro Verre                  | 24°                               |
| 37                       | Loïc Vliegen             | 63°                      | 47                     | Gonzalo Serrano        | 1°                     | 57                                | Alan Riou                         | R                                 |
| Team Jayco AlUla         | Team Jayco AlUla         | Team Jayco AlUla         | UAE Team Emirates      | UAE Team Emirates      | UAE Team Emirates      | Bingoal WB                        | Bingoal WB                        | Bingoal WB                        |
| N°                       | Ciclista                 | Clas.                    | N°                     | Ciclista               | Clas.                  | N°                                | Ciclista                          | Clas.                             |
| 61                       | Kelland O'Brien          | 86°                      | 71                     | Ryan Gibbons           | 50°                    | 81                                | Nathan Vandepitte                 | 111°                              |
| 62                       | Luke Durbridge           | 94°                      | 72                     | Mikkel Bjerg           | 38°                    | 82                                | Alexis Guérin                     | 59°                               |
| 63                       | Luka Mezgec              | 35°                      | 73                     | Álvaro Hodeg           | 119°                   | 83                                | Johan Meens                       | 17°                               |
| 64                       | Campbell Stewart         | 93°                      | 74                     | Vegard Stake Laengen   | 57°                    | 84                                | Lennert Teugels                   | 79°                               |
| 65                       | Blake Quick              | R                        | 75                     | Matteo Trentin         | 11°                    | 85                                | Marco Tizza                       | 22°                               |
| 66                       | Michael Matthews         | R                        | 76                     | Michael Vink           | 75°                    | 86                                | Luca Van Boven                    | 45°                               |
| 67                       | Adam Holm Jørgensen      | 117°                     | 77                     | Felix Groß             | R                      | 87                                | Aaron Van der Beken               | 48°                               |
| Human Powered Health     | Human Powered Health     | Human Powered Health     | Israel-Premier Tech    | Israel-Premier Tech    | Israel-Premier Tech    | Lotto Dstny                       | Lotto Dstny                       | Lotto Dstny                       |
| N°                       | Ciclista                 | Clas.                    | N°                     | Ciclista               | Clas.                  | N°                                | Ciclista                          | Clas.                             |
| 91                       | Pier-André Côté          | 107°                     | 101                    | Marco Frigo            | 82°                    | 111                               | Victor Campenaerts                | 26°                               |
| 92                       | Gage Hecht               | 43°                      | 102                    | Jakob Fuglsang         | 43°                    | 112                               | Jasper De Buyst                   | 3°                                |
| 93                       | August Jensen            | 87°                      | 103                    | Mason Hollyman         | 89°                    | 113                               | Cédric Beullens                   | 90°                               |
| 94                       | Gijs Van Hoecke          | 60°                      | 104                    | Nick Schultz           | 14°                    | 114                               | Frederik Frison                   | 112°                              |
| 95                       | Scott McGill             | 108°                     | 105                    | Mads Würtz Schmidt     | R                      | 115                               | Brent Van Moer                    | 64°                               |
| 96                       | Barnabás Peák            | R                        | 106                    | Dylan Teuns            | 2°                     | 116                               | Alec Segaert                      | 91°                               |
| 97                       | Benjamin Perry           | R                        | 107                    | Stephen Williams       | 29°                    | 117                               | Harm Vanhoucke                    | 110°                              |
| Q36.5 Pro Cycling Team   | Q36.5 Pro Cycling Team   | Q36.5 Pro Cycling Team   | Team Flanders-Baloise  | Team Flanders-Baloise  | Team Flanders-Baloise  | TotalEnergies                     | TotalEnergies                     | TotalEnergies                     |
| N°                       | Ciclista                 | Clas.                    | N°                     | Ciclista               | Clas.                  | N°                                | Ciclista                          | Clas.                             |
| 121                      | Jack Bauer               | 47°                      | 131                    | Jenno Berckmoes        | 77°                    | 141                               | E. Boasson Hagen                  | 40°                               |
| 122                      | Fabio Christen           | 5°                       | 132                    | Kamiel Bonneu          | 12°                    | 142                               | Maciej Bodnar                     | R                                 |
| 123                      | Corey Davis              | 31°                      | 133                    | Vito Braet             | 33°                    | 143                               | Sandy Dujardin                    | 67°                               |
| 124                      | Carl Fredrik Hagen       | 21°                      | 134                    | Elias Maris            | 66°                    | 144                               | Émilien Jeannière                 | 34°                               |
| 125                      | Tobias Ludvigsson        | 71°                      | 135                    | Ruben Apers            | 42°                    | 145                               | Daniel Oss                        | 103°                              |
| 126                      | Kamil Małecki            | 70°                      | 136                    | Aaron Van Poucke       | R                      | 146                               | Julien Simon                      | 8°                                |
| 127                      | Cyrus Monk               | 54°                      | 137                    | Sander De Pestel       | 96°                    | 147                               | Anthony Turgis                    | 80°                               |
| Tudor Pro Cycling Team   | Tudor Pro Cycling Team   | Tudor Pro Cycling Team   | Uno-X Pro Cycling Team | Uno-X Pro Cycling Team | Uno-X Pro Cycling Team | Hagens Berman Axeon               | Hagens Berman Axeon               | Hagens Berman Axeon               |
| N°                       | Ciclista                 | Clas.                    | N°                     | Ciclista               | Clas.                  | N°                                | Ciclista                          | Clas.                             |
| 151                      | Aloïs Charrin            | R                        | 161                    | Alexander Kristoff     | 46°                    | 171                               | Darren Rafferty                   | 97°                               |
| 152                      | Robin Froidevaux         | 84°                      | 162                    | Jonas Abrahamsen       | 113°                   | 172                               | Maxence Place                     | R                                 |
| 153                      | Miká Heming              | SQ                       | 163                    | Søren Wærenskjold      | 27°                    | 173                               | Kasper Andersen                   | 114°                              |
| 154                      | Petr Kelemen             | 100°                     | 164                    | William Blume Levy     | 73°                    | 174                               | António Morgado                   | 15°                               |
| 155                      | Simon Pellaud            | 36°                      | 165                    | Erik Resell            | 68°                    | 175                               | Gonçalo Tavares                   | 98°                               |
| 156                      | Rick Pluimers            | 10°                      | 166                    | Niklas Larsen          | 56°                    | 176                               | Artem Shmidt                      | R                                 |
| 157                      | Séb. Reichenbach         | 13°                      | 167                    | Martin Urianstad       | 41°                    | 177                               | Nino de Jong                      | R                                 |
| Matériel-vélo.com        | Matériel-vélo.com        | Matériel-vélo.com        | Saint Piran            | Saint Piran            | Saint Piran            | Van Rysel-Roubaix Lille Metropole | Van Rysel-Roubaix Lille Metropole | Van Rysel-Roubaix Lille Metropole |
| N°                       | Ciclista                 | Clas.                    | N°                     | Ciclista               | Clas.                  | N°                                | Ciclista                          | Clas.                             |
| 181                      | Alessandro Tuscano       | R                        | 191                    | Jack Rootkin-Gray      | 69°                    | 201                               | Célestin Guillon                  | 51°                               |
| 182                      | Robbe De Ryck            | R                        | 192                    | Alexandar Richardson   | NP                     | 202                               | Maxime Jarnet                     |                                   |
| 183                      | Enrico Dhaeye            | R                        | 193                    | Zeb Kyffin             | 44°                    | 203                               | Maximilien Juillard               | 115°                              |
| 184                      | Jacques Gloesener        | R                        | 194                    | Tyler Hannay           | R                      | 204                               | Jérémy Leveau                     | 49°                               |
| 185                      | Alexandre Kess           | 85°                      | 195                    | Adam Lewis             | 99°                    | 205                               | Tom Mainguenaud                   | R                                 |
| 186                      | Tristan Scherpenbergh    | R                        | 196                    | Bradley Symonds        | 104°                   | 206                               | Kenny Molly                       | 118°                              |
| 187                      | Theo Bonnet              | R                        | 197                    | James McKay            | R                      | 207                               | Eliot Pauchard                    | R                                 |